# Lagarde (Altos Pirineos)
 Lagarde  (en occitano La Garda) es una comuna y población de Francia, en la región de Mediodía-Pirineos, departamento de Altos Pirineos, en el distrito de Tarbes y cantón de Bordères-sur-l'Échez.
Su población en el censo de 1999 era de 454 habitantes.
No está integrada en ninguna Communauté de communes.

## Demografía
| 137 | 147 | 254 | 358 | 445 | 454 | 486 |
| Para los censos de 1962 a 1999 la población legal corresponde a la población sin duplicidades (Fuente: INSEE [Consultar]) |     |     |     |     |     |     |